# Caída de Tal Afar (2014)
La caída de Tal Afar —también llamada sitio de Tal Afar— fue un ataque militar relámpago desarrollado el 15 de junio de 2014 en la ciudad iraquí de Tal Afar en pleno inicio de la guerra civil iraquí; el ataque fue iniciado por Estado Islámico y finalizó con su victoria ante la policía y las Fuerzas Armadas Iraquíes que terminaron en su mayoría ejecutados o expulsados de la ciudad.

## Antecedentes históricos

### Invasión de Al Qaeda
Durante la guerra de Irak la rama iraquí de Al Qaeda ya había logrado invadir Tal Afar en 2005 aunque ese mismo año
fue expulsado por una alianza conjunta del nuevo gobierno de Irak y Estados Unidos durante una batalla a gran escala.

### Aparición de Estado Islámico y caída de Mosul
En la gobernación de Ambar Al Qaeda en 2013 se transformó en el autodenominado Estado Islámico de Irak y el Levante —en pleno recrudecimiento de la guerra civil iraquí— el cual inicia una campaña de ocupación en la gobernación dejando aislado a la gobernación vecina de Nínive (donde se encuentra Mosul y Tal Afar), el grupo yihadista el 4 de junio del mismo año lanzaría una operación a gran escala contra Mosul la cual resistiría hasta el 10 de junio del mismo año. La caída de Mosul provocó que varias personas buscaran refugio en Tal Afar, las fuerzas de Estado Islámico proseguiría a sitiar la ciudad para completar su invasión en Nínive.

## Invasión

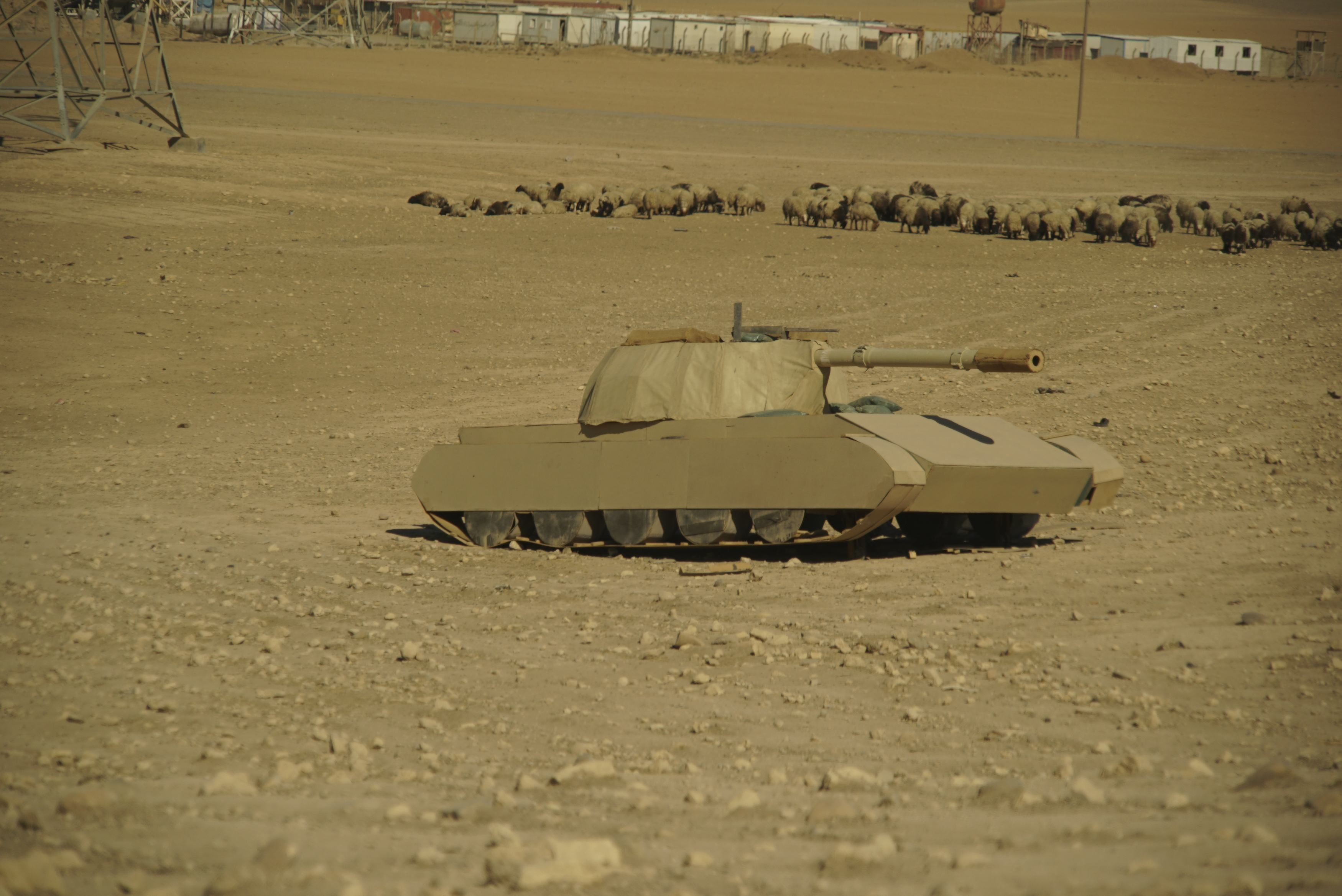
Señuelo de tanque utilizado por Estado Islámico durante la invasión de Mosul, para la organización fue prácticamente sencillo la toma de Tal Afar debido al abundante armamento y hombres que tenía tras su victoria en Mosul, cosa que no se veía en las tropas iraquíes.

La milicia de Estado Islámico rodearon la ciudad y destruyeron las comunicaciones de la ciudad cuyo objetivo era desmotivar a las tropas del gobierno, como respuesta la Fuerza Aérea Iraquí bombardeó diferentes puntos de las zonas periféricas de la ciudad, esto no evitó que el Estado Islámico rompiera las defensas de la ciudad y destruyera todo a su paso, expulsando al ejército de Irak y eliminando prácticamente a todo los miembros de la policía local.

Hay combates por doquier y la mayoría de familias no pueden escapar porque se encuentran atrapadas en sus propias casas [...] Si la lucha continua habrá una matanza de civiles por el fuego cruzado.
Militar iraquí

## Consecuencias

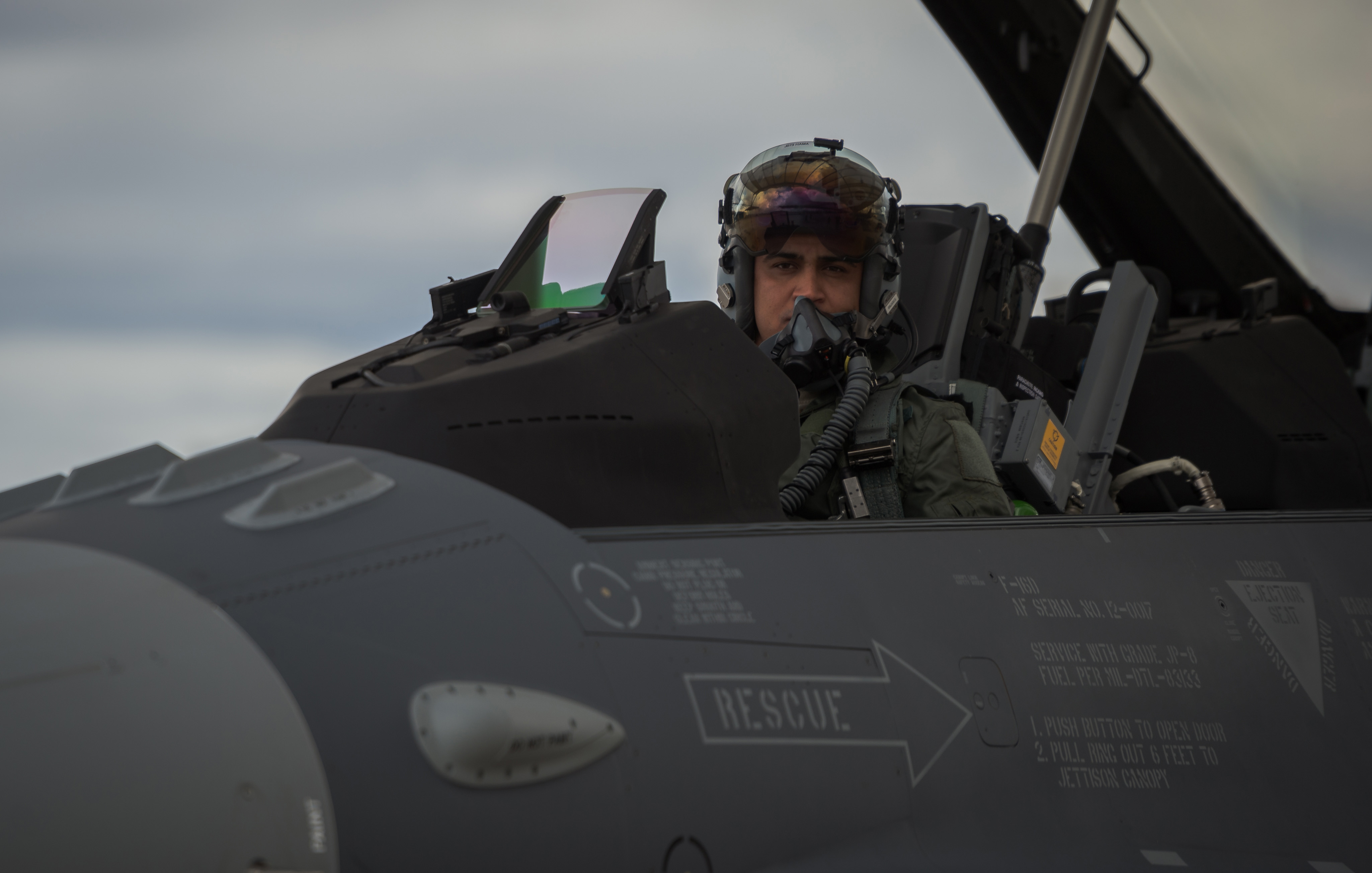
Piloto iraquí antes de despegar para los bombardeos de Tal Afar.

Los Peshmerga crearon conductos humanos —para ayudar a la huida de los civiles— hacia el Kurdistán Iraquí, el ejército tuvo que dispersarse en el desierto ante la inminente caída de la ciudad, el Estado Islámico posteriormente dio caza a todos los que pudo, la policía federal se quedó en la ciudad junto con algunos peshmergas para ayudar en la evacuación, dando como resultado sus captura y ejecución por el Estado Islámico; los civiles que no pudieron escapar sufrieron represalias y varios de ellos fueron asesinados. La Fuerza Aérea Iraquí siguió bombardeando los alrededores de la ciudad para disuadir a los milicianos de Estado Islámico de no atacar otra ciudad o localidad cercana.